# الحردانه
الحردانه (به عربی: الحردانة) یک روستا در سوریه است که در ناحیه بری شرقی واقع شده‌است. الحردانه ۱۴۲ نفر جمعیت دارد.